# Essener Domschatz

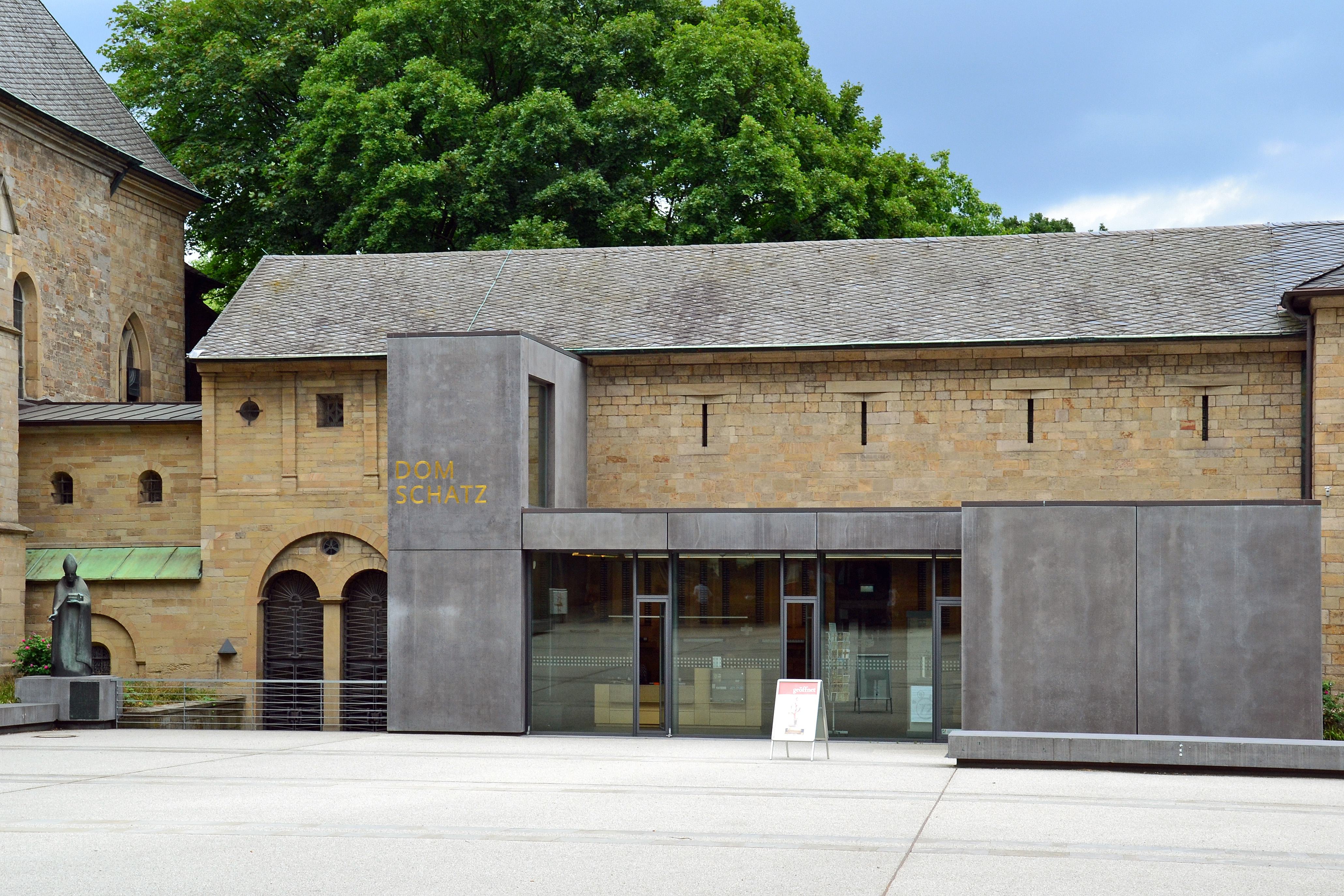
Domschatzkammer Essen neben der Münsterkirche (2013)

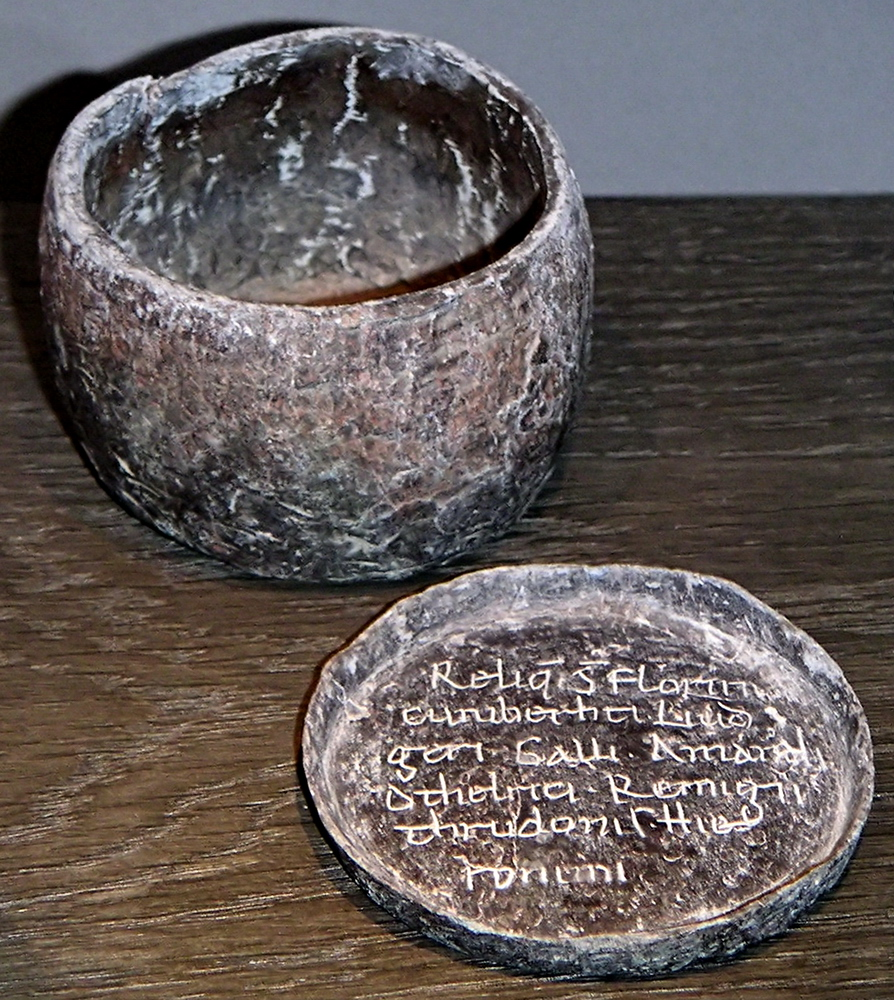
Reliquienbehälter aus aufgelassenen Altären des Ostchores im Essener Münster, datiert auf 1054

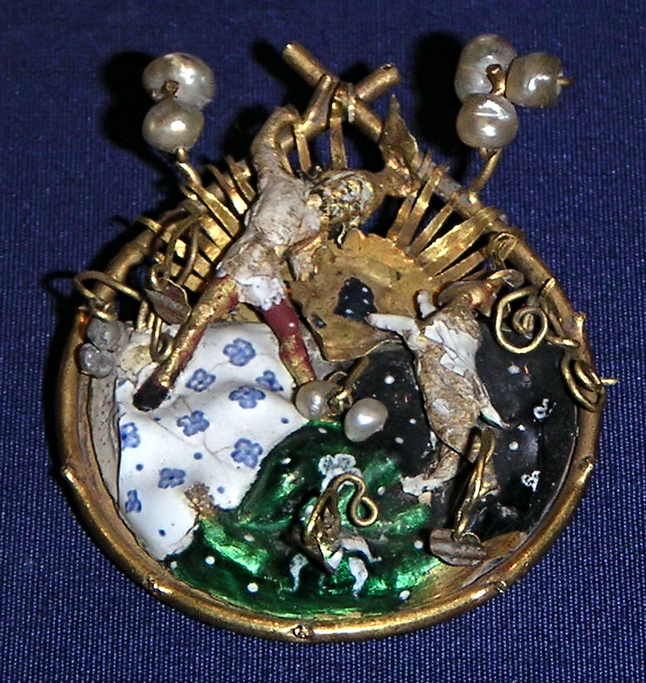
Ein Kleinod des Domschatzes ist diese burgundische Agraffe. Zum Domschatz gehören insgesamt 16 dieser seltenen Schmuckstücke des 14. Jahrhunderts

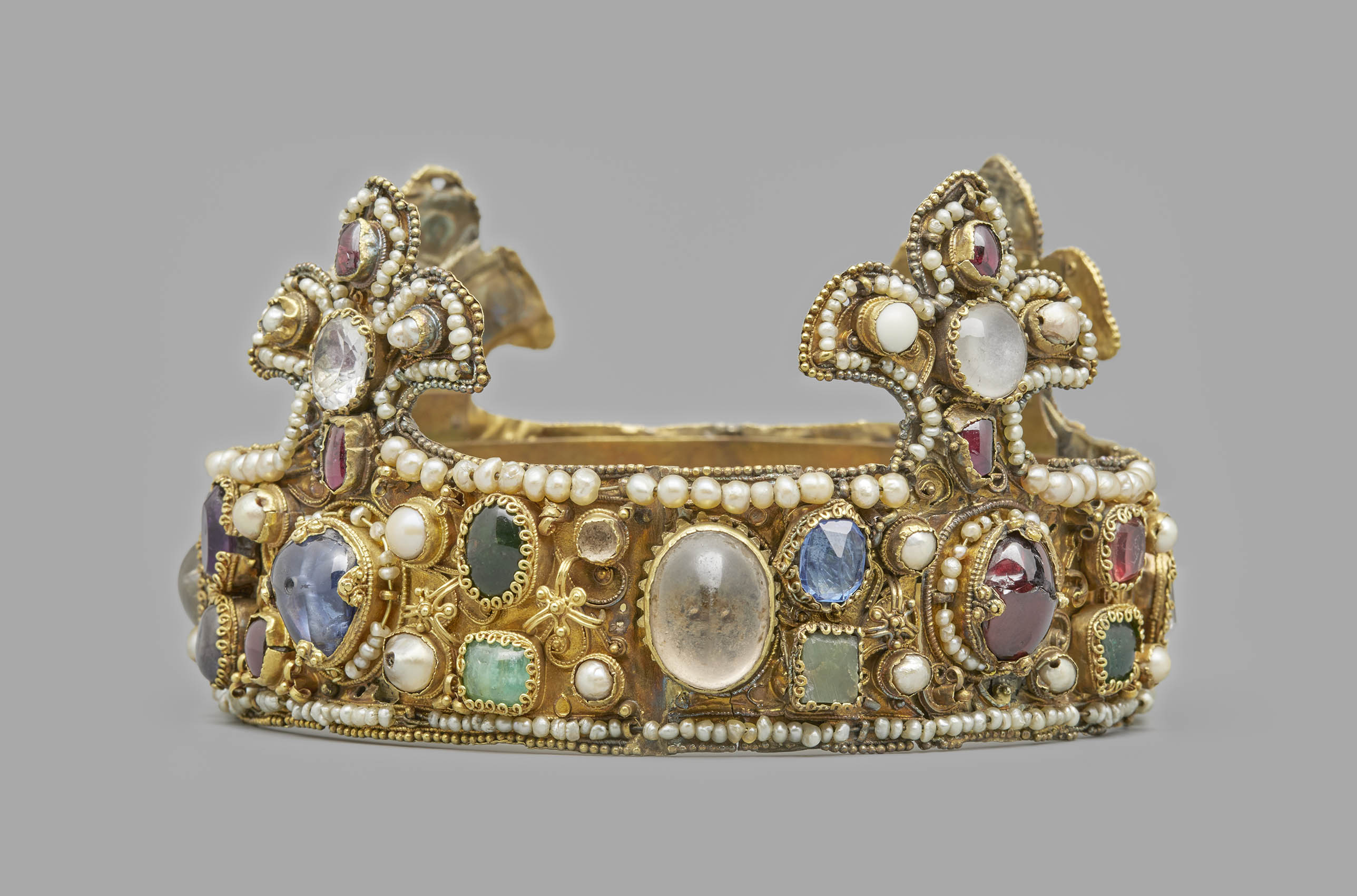
Lilienkrone, 11. Jahrhundert

Der Essener Domschatz umfasst eine der bedeutendsten Sammlungen kirchlicher Kunstwerke in Deutschland. Die Schatzstücke werden in der Domschatzkammer neben der Münsterkirche aufbewahrt. Zahlreiche liturgische Geräte und Objekte kommen bis heute im Gottesdienst zum Einsatz.

## Geschichte
Der Domschatz geht aus dem Schatz des ehemaligen Damenstifts Essen hervor, das im 9. Jahrhundert gegründet wurde und bis zur Säkularisation im Jahre 1803 bestand. Danach ging der Kirchenschatz in das Eigentum der dem Stift zugehörigen Pfarrgemeinde St. Johann Baptist über.
Während des Ruhraufstands 1920 wurde der gesamte Stiftsschatz heimlich nach Hildesheim ausgelagert, von wo er 1925 zurückgebracht wurde.
Im Zweiten Weltkrieg wurde der Domschatz zunächst nach Warstein, dann auf die Albrechtsburg in Meißen und von dort aus nach Siegen gebracht, wo er zum Schutz vor Luftangriffen im Hainer Stollen eingelagert wurde – wie auch der Aachener und der Trierer Domschatz. Nach Kriegsende wurde er dort von amerikanischen Truppen gefunden und in das Landesmuseum nach Marburg verbracht, später in eine Sammelstelle für ausgelagerte Kunstwerke nach Schloss Dyck bei Rheydt. Von April bis Oktober 1949 wurde der Essener Domschatz in Brüssel und Amsterdam ausgestellt und anschließend nach Essen zurückgebracht.
1953 wurde der Domschatz in einer Ausstellung in der Villa Hügel gezeigt. Seit 1957 ist der Schatz Eigentum des damals neu gegründeten Bistums Essen. Die Domschatzkammer wurde erstmals 1958 auf Wunsch des ersten Essener Bischofs Franz Hengsbach uneingeschränkt der Öffentlichkeit zugänglich gemacht. Der erste Kustos des Domschatzes war Domkapitular Leonhard Küppers.
Wegen einer baulichen Erweiterung war die Schatzkammer zwischen dem 15. September 2008 und dem 15. Mai 2009 geschlossen. Unterdessen wurde der Domschatz vom 20. Oktober 2008 bis zum 8. Februar 2009 in der gemeinsam mit dem Ruhr Museum veranstalteten Sonderausstellung Gold vor Schwarz in der ehemaligen Kohlenwäsche auf Zeche Zollverein gezeigt. Die neue Ausstellung des Domschatzes wurde am 15. Mai 2009 eröffnet.
Leiterin der Essener Domschatzkammer ist seit September 2017 die Kunsthistorikerin Andrea Wegener.

## Sammlung
Bis auf wenige Ausnahmen, wie z. B. den Schrein des Hl. Marsus, hat sich der Schatz des ehemaligen Essener Frauenstiftes fast vollständig erhalten. Er enthält mehrere Kunstwerke aus ottonischer Zeit, die in ihrer Handwerkskunst und Fülle so weltweit einmalig sind:
- vier Vortragekreuze aus ottonischer Zeit: das Otto-Mathilden-Kreuz, das Kreuz mit den großen Senkschmelzen, das Theophanu-Kreuz und das Mathildenkreuz
- eine goldene Krone, bei der es sich möglicherweise um die Kinderkrone Ottos III. handelt, die aber überwiegend in das 11. Jahrhundert datiert wird und die älteste erhaltene Lilienkrone überhaupt darstellt
- das Zeremonialschwert der Äbtissinnen aus ottonischer Zeit in einer Goldscheide
- das Theophanu-Evangeliar, eine Handschrift des 11. Jahrhunderts, mit einem goldgetriebenen Buchdeckel, in dessen Mitte sich eine geschnitzte Elfenbeintafel befindet
- ein Kreuznagelreliquiar, ebenfalls von Theophanu gestiftet
- die Goldene Madonna, die älteste vollplastische Marienfigur der abendländischen Kunst (aufbewahrt in der Münsterkirche)
- ein zwei Meter hoher siebenarmiger Bronzeleuchter aus ottonischer Zeit (aufbewahrt in der Münsterkirche)

Neben den ottonischen Kunstwerken gehören zum Domschatz auch wertvolle Objekte aus späteren Epochen. Rund 30 gotische Kunstwerke zeugen von einer zweiten Blüte des Stiftes zwischen dem 13. und 15. Jahrhundert, wie die Marsus-Büste aus dem ausgehenden 15. Jahrhundert und 16 burgundische Agraffen aus dem 14. Jahrhundert. Ferner gehören zum Domschatz mehrere Handschriften, darunter das sprachwissenschaftlich wie künstlerisch bedeutende karolingische Evangeliar       (Signatur Hs. 1), der Essener Liber Ordinarius (Hs. 19) und der Essener Nekrolog (Hs. 20).
Neben den Kunstwerken aus dem Besitz des ehemaligen Frauenstifts Essen beherbergt die Domschatzkammer außerdem die Insignien der Bischöfe des Bistums Essen: Bischofsstäbe, Mitren, Pektoralien und Bischofsringe.